# 浙大网新
浙大网新科技股份有限公司（上交所：600797）是浙江大学圆正控股集团旗下的一家信息技术（IT）咨询与服务上市公司。以浙江大学领先综合应用学科为依托，为中国最大的IT服务提供商和服务外包商之一。在北京、上海、杭州、东京、纽约等地拥有先进的软件开发和交付基地，分支机构遍布国内外33个城市。
2011年公司有员工4700名，营业额达人民幣58.73亿元。